# 아스베스트

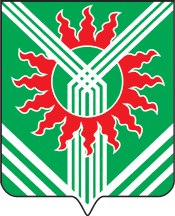
시 문장

아스베스트(러시아어: Асбе́ст)는 러시아 스베르들롭스크주에 위치한 도시로, 인구는 76,328명(2002년 기준)이다. 예카테린부르크(스베르들롭스크 주의 주도)에서 북동쪽으로 70km 정도 떨어진 곳에 위치한다.
1889년에 쿠델카(Куделька)라는 이름으로 건설되었으며 1933년에 시로 승격되면서 지금과 같은 이름으로 변경되었다. 도시 이름은 석면 산업에서 유래된 이름이다.